# Suomen Rahapaja

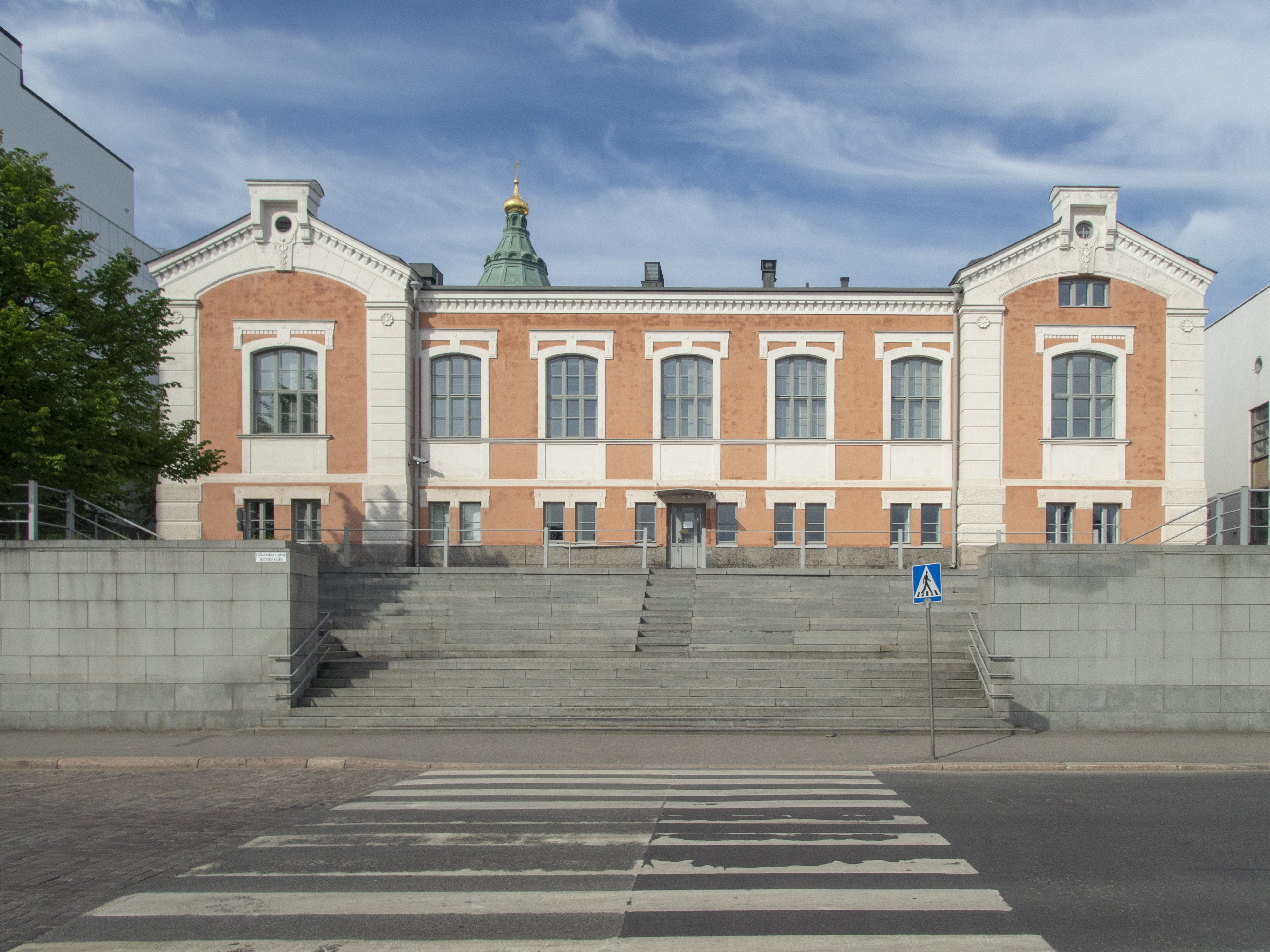
Sede della Suomen Rahapaja.

La Suomen Rahapaja (in finlandese) o Myntverket i Finland (in svedese) è stata la zecca della Finlandia.

## Storia
La Suomen Rahapaja ha avuto un ruolo fondamentale nella storia monetaria della Finlandia. Venne istituita con decreto imperiale il 19 aprile 1860, nel periodo in cui la nazione era un granducato autonomo dell'Impero russo. La zecca iniziò la produzione di monete nel 1864 a Helsinki. La sede, per decisione del Senato, venne stabilita nel quartiere di Katajannokka.
Nel 1993 la Zecca di Finlandia uscì dal controllo del Ministero delle Finanze per diventare un'azienda indipendente, ed entrò a far parte del consorzio delle zecche nordiche, ampliando la propria attività oltre i confini nazionali. Con l'introduzione dell'euro, oltre a produrre monete per il mercato interno, si affermò a livello globale con la produzione di monete per numerosi paesi europei ed extraeuropei. La Zecca di Finlandia coniò monete in euro di Estonia, Grecia, Lussemburgo, Slovenia, Cipro e Irlanda, nonché le monete della corona svedese dal 2008, che ha posto fine alla tradizione delle produzione della zecca svedese, durata più di mille anni. Dal 2017, ha inoltre coniato le monete della corona danese.
Durante il boom delle monete in euro, la zecca si distinse anche per una serie di operazioni di acquisizione. Nel 2001 acquisì la zecca svedese dalla Banca Nazionale Svedese. Nel 2003 comprò il 50% della quota della zecca norvegese Det Norske Myntverket AS (successivamente acquisita da Samlerhuset nel 2015). Nel 2011, con l'acquisizione del produttore Saxonia, divenne uno dei tre maggiori gruppi mondiali nella produzione di monete.
Nonostante questi investimenti, l'azienda non si è espansa nei settori delle monete da collezione o da investimento in metalli preziosi, mercati oggi considerati particolarmente redditizi.

### La Crisi
La modernizzazione degli impianti delle zecche nazionali, realizzata prima e subito dopo l'introduzione dell'euro, ha portato a capacità produttive superiori alle esigenze interne. Per mantenere attivi impianti e personale, le zecche hanno cercato ordini esterni: la Zecca di Finlandia ha ricevuto incarichi rilevanti, come l'ordine di 370,5 milioni di monete dalla Banca Nazionale Colombiana nel luglio 2023 e un contratto per 400 milioni di monete per il Guatemala nell'ottobre dello stesso anno. Tuttavia, la necessità di offrire prezzi estremamente competitivi in un contesto di costi crescenti per materiali ed energia ha ulteriormente ridotto i margini di profitto.
Parallelamente, le trasformazioni del panorama finanziario – con l'adozione crescente delle transazioni elettroniche e la diminuzione dell'uso del contante – hanno drasticamente ridotto la domanda di monete, rendendo economicamente insostenibile la produzione interna dopo oltre 160 anni di attività. La perdita di competitività rispetto ad altre zecche internazionali, unita alla scelta di concentrarsi esclusivamente sulle monete in circolazione senza diversificare in settori più redditizi, ha eroso progressivamente la redditività dell'istituto. Ciò ha portato, nell'aprile 2024, alla decisione della Suomen Rahapaja di cessare la produzione di monete in circolazione per altri paesi e infine alla chiusura dell'officina monetaria entro la primavera del 2025.